# Tesenej

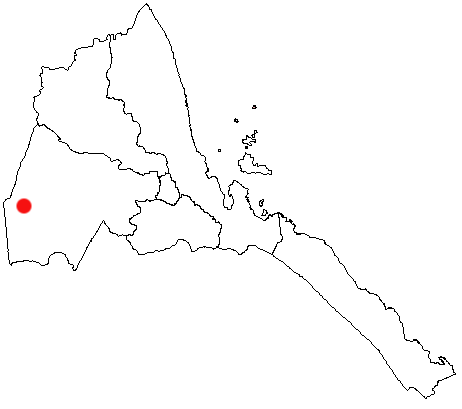
Położenie Tesenej w Erytrei

Tesenej – miasto w zachodniej Erytrei, przy granicy z Sudanem. Według danych szacunkowych na rok 2008 liczy 4490 mieszkańców. Ośrodek przemysłowy. Rozwinięty lokalny handel, liczne targi pełne koczowniczych handlowców. Do miasta przybywają liczni uchodźcy z Sudanu.